# Koło (gromada)
Koło – dawna gromada, czyli najmniejsza jednostka podziału terytorialnego Polskiej Rzeczypospolitej Ludowej w latach 1954–1972.
Gromady, z gromadzkimi radami narodowymi (GRN) jako organami władzy najniższego stopnia na wsi, funkcjonowały od reformy reorganizującej administrację wiejską przeprowadzonej jesienią 1954 do momentu ich zniesienia z dniem 1 stycznia 1973, tym samym wypierając organizację gminną w latach 1954–1972.
Gromadę Koło z siedzibą GRN w mieście Kole (nie wchodzącym w skład gromady) utworzono 1 stycznia 1958  w powiecie kolskim w woj. poznańskim z obszarów zniesionych gromad Dzierawy i Powiercie. Dla gromady ustalono 27 członków gromadzkiej rady narodowej.
1 stycznia 1959 do gromady Koło włączono miejscowość Chojny ze zniesionej gromady Boguszyniec w tymże powiecie.
1 stycznia 1962 do gromady Koło włączono obszar zniesionej gromady Ruszków Pierwszy (bez miejscowości Łęka, Michałówek, Police Ruszkowskie, Police Średnie, Janów i Praksedów) w tymże powiecie.
W 1965 gromada miała 27 członków GRN.
1 stycznia 1970 do gromady Koło włączono 734 ha z miasta Koło w tymże powiecie, natomiast 161 ha (części wsi Podlesie – 91 ha, Powiercie – 25 ha, i Ruszków – 45 ha) z gromady Koło włączono do miasta Koło.
31 grudnia 1971 do gromady Koło włączono miejscowości  Borki, Czołowo Wieś, Czołowo Kolonia i Ruchenna ze zniesionej gromady Osiek Wielki w tymże powiecie.
1 stycznia 1972 z gromady Koło wyłączono miejscowości Dobrów, Police Mostowskie, Ruszków Drugi i Ruszków Pierwszy, włączając je do gromady Kościelec w tymże powiecie.
Gromada przetrwała do końca 1972 roku, czyli do kolejnej reformy gminnej. 1 stycznia 1973 w powiecie kolskim utworzono gminę Koło.